# Neonauclea hagenii
Neonauclea hagenii là một loài thực vật có hoa trong họ Thiến thảo. Loài này được (Lauterb. & K.Schum.) Merr. mô tả khoa học đầu tiên năm 1915.